# Imbibitie
Imbibitie (het Latijnse imbibere is „absorberen, opzuigen“) is het proces waarbij levende of dode plantencellen water absorberen, zoals bij zaden, waarna ze opzwellen en kunnen gaan kiemen. Een ander voorbeeld van imbibitie, dat in de natuur voorkomt, is de absorptie van water door hydrofiele colloïden.

## Algemene definitie
De algemene definitie van imbibitie is de vervanging van de ene vloeistof door een andere niet mengbare vloeistof. Imbibitie is afhankelijk van vele factoren. Bij spontane imbibitie van bevochtigingsmiddelen in poreuze stoffen (zie capillariteit) is de capillaire druk door het samenspel van de vloeibare en vaste oppervlaktespanningen verantwoordelijk voor het opzuigen van de vloeistoffen. Imbibitie kan naast capillariteit ook gebeuren door osmose of op moleculair niveau door londonkrachten en waterstofbruggen.

## Voorbeelden
Bij een tweefase stroom in poreuze materialen is imbibitie een van de twee typen van verplaatsing, de andere gebeurt door drainage. Bij imbibitie wordt een niet bevochtende vloeistof vervangen door een bevochtigingsmiddel.
Proteïnen hebben een grote imbibitiecapaciteit, zetmeel minder en cellulose het minste. Hierdoor zwellen bijvoorbeeld droge erwten meer op dan tarwe korrels.
Imbibitie met water verhoogt het volume, hetgeen gepaard gaat met imbibitiedruk. Deze druk kan zeer groot zijn. De Egyptenaren spleten stenen door droog hout in de scheuren te plaatsen en vervolgens het hout kletsnat te maken.
Huidtransplantaties verkrijgen hun zuurstof en voeding via imbibitie, waardoor de cellen in leven blijven totdat de nieuwe bloedvaten zijn gevormd.
Imbibitie werd ook gebruikt bij Technicolor IB printing. IB staat voor imbibitie met een kleurstof: een proces voor het maken van kleurenfilms met behulp van kleurstoffen. Kleurenfilms met kleurstoffen zijn stabieler en houdbaarder dan die met chromogeen.
Bij een herseninfarct spreekt men wel van een „bloedige imbibering“. In het algemeen is dit te zijn bij de computertomografie als onscherpe, streperige verdichtingen in de anders homogene, donkere gebieden, die meer straling doorlaten (hypodensen).

## Indeling processen
Een indeling van imbibitieprocessen is opgesteld door Payatakes en Dias:
- Spontane imbibitie
- Constante influx
- Quasi-statische (schijnbaar statische) imbibitie
- Dynamische invasie met een constante stroomsnelheid van de vervangingsvloeistof.